# Jacquez
Jacquez ist eine Rotweinsorte. Die Herkunft der Rebe ist unbekannt. Thomas Volney Munson ordnete die Rebsorte der Familie der Vitis Bourquina (1889) bzw. Vitis Bourquiniana (1890) zu. Diese Familie entstand aus einer natürlichen Kreuzung der Sorten Vitis vinifera × Vitis aestivalis.
Der Wein ist kräftig rot und verfügt über ein Aroma schwarzer Johannisbeeren. Nach dem Auftreten der Reblaus in Europa wurde sie in großem Umfang in Portugal angebaut und war früher im roten Madeirawein der schlechtesten Qualität enthalten. Seit den frühen 1980er Jahren ist der Jacquez zur Herstellung von Madeirawein nicht mehr zugelassen.
In Brasilien fügt man nach der Maischegärung dem verbleibenden Trester nochmals Wasser und Zucker bei und erhält nach zweiter Gärung einen blassfarbenen qualitativ minderwertigen Wein, der jedoch lokal beliebt ist. In den USA wird sie vor allem in Texas kultiviert. Dort werden hauptsächlich hell gekelterte Weißweine (Blanc de Noirs) aus ihr gewonnen.
In Frankreich wurde der gewerbliche Anbau der Sorte bereits im Jahr 1934 untersagt. Um das Verbot nachhaltig zu untermauern, wurde dem Wein des Jacquez gesundheitsschädliche Wirkung aufgrund eines zu hohen Anteils von Methanol unterstellt. Es ist jedoch nachgewiesen, dass Weine von Vitis aestivalis aufgrund eines höheren Pektinanteils lediglich einen leicht erhöhten Anteil von Methanol aufweisen und deutlich unter den heute gültigen Grenzwerten liegen. Trotz des frühen Verbots wurde im Jahr 1958 noch eine Rebfläche von 546 Hektar erhoben.
Die Sorte ist ebenfalls unter anderem in Australien, Südafrika, Japan und Rumänien zugelassen. Siehe auch die Liste von Rebsorten.
Abstammung: unbekannt

## Herkunft
Der gebürtige Franzose Nicholas Herbemont (1771–1839) erhielt Anfang des 19. Jahrhunderts erste Sämlinge eines Rebstocks von Isaac Lenoir. Lenoir lebte in Horatio im Sumter County, South Carolina. Herbemont züchtete die Sorte neben vielen anderen in seinem Rebgarten in Columbia, South Carolina und benannte sie nach Isaac Lenoir. Insbesondere ihre Resistenz gegenüber der Rebkrankheit Pierce Disease ermöglichte ihren Anbau in Texas.
Die Rebsorte soll später in einer Zigarrenkiste (daher trägt die Sorte auch den Namen Cigar Box Grape) bei Nicholas Longworth in Cincinnati, Ohio, gefunden worden sein und der Steckling wurde vegetativ vermehrt. Von Ohio kam die Sorte später in die Nähe von Natchez, einer Stadt im Südwesten des US-Bundesstaates Mississippi, wo sie von einem Spanier namens Jacques angebaut wurde. In Mississippi wurde sie als Black Spanish oder Jacquez vermarktet.
Es wird häufig kolportiert, die Sorte sei von der Insel Madeira in ebenjener Zigarrenkiste importiert worden. Dieser Irrtum beruht wahrscheinlich darauf, dass Herbemont seinen Rebsorten häufig Namen bekannter europäischer Anbaugebiete zuordnete. Sorten, die einem besonders warmen Klima trotzten, erhielten beispielsweise den Namenszusatz Madeira. Nicholas Herbemont jedenfalls überließ Nicholas Longworth bereits im Jahr 1828 etliche Stecklinge, darunter vermutlich auch die Sorte Lenoir. Zudem beriet Herbemont den Nebenerwerbswinzer Longworth und machte ihn zu einem der ersten erfolgreichen Weinmacher der Vereinigten Staaten.

## Ampelographische Sortenmerkmale
In der Ampelographie wird der Habitus folgendermaßen beschrieben:
- Die Triebspitze ist offen. Sie ist stark weißwollig mit ganz leicht rötlichem Anflug behaart. Die grüngelblichen Jungblätter sind feinflammig behaart, bereits blasigg derb und am Blattrand karminrot gefärbt (Anthocyanfärbung).
- Die dunkelgrünen, großen Blätter (siehe auch den Artikel Blattform) erinnern entfernt an Blätter des Feigenbaums, sind meist fünflappig und tief gebuchtet. Die Stielbucht ist lyrenförmig offen. Das Blatt ist stumpf gezahnt. Die Zähne sind im Vergleich der Rebsorten mittelgroß. Die Blattoberfläche (auch Spreite genannt) ist leicht blasig.
- Die kegel- bis walzenförmige Traube ist groß, manchmal mit Nebentrauben versehen und dichtbeerig. Die rundlichen Beeren sind klein und von blauschwarzer Farbe. Auch der Saft der Beeren ist rot gefärbt (→ Färbertraube).

Jacquez reift ca. 30 Tage nach dem Gutedel und gehört damit zu den Rebsorten der dritten Reifungsperiode (siehe das Kapitel im Artikel Rebsorte). Die spät reifende Sorte ist wuchskräftig und sehr resistent gegen den Echten Mehltau und die Rohfäule. Weniger resistent zeigt sie sich gegenüber dem Falschen Mehltau und der Reben-Anthraknose. Seine Resistenz gegenüber der Reblaus ist lediglich mäßig gut.

## Synonyme
Die Rebsorte Jacquez ist auch unter den Namen Alabama, Black El Paso, Black July, Black Spanish, Blue French, Burgundy, Cigar Box Grape, Clarence, Deveraux, French Grape, Jacques, Jacquet, Jaquez, July Sherry, Lenoir, Long Laliman, Longworth´s Ohio, Maccandless, Ohio, Sherry of the South, Sumpter, Thurmond, Tintiglia, Warren und Zsake bekannt.